# Новиков, Семён Сергеевич
Семён Сергеевич Новиков (укр. Новіков Семен Сергійович; род. 11 декабря 1997, Харьков) — украинский и болгарский борец греко-римского стиля, выступающий в категории до 87 килограмм, Олимпийский чемпион 2024 года, бронзовый призёр чемпионата мира 2023 года, двукратный чемпион мира среди спортсменов не старше 23-х лет, дважды серебряный призёр Чемпионата Украины, бронзовый призёр Индивидуального Кубка мира, золотой чемпион Европы 2020 года, золотой медалист XXIV Международного Киевского Турнира 2021 года. Признан лучшим украинским спортсменом 2020 года по версии XSPORT. Почётный гражданин Софии (2024).

## Биография
Родился будущий спортсмен 11 декабря 1997 года в городе Харьков. Мать — Новикова Елена Кузьминична. Отец — Новиков Сергей Валериевич. В греко-римскую борьбу мальчик попал случайно. В возрасте 6 лет в спортивную секцию его привел близкий друг семьи и сосед Олег Жменько. Мужчина убедил родителей, что это пойдет ребёнку на пользу и они согласились. Жменько стал первым тренером Семена и познакомил его с данным видом спорта, позже в 2014 его наставником станет Тимченко Ю. Л., и с 2018 году — Коханевич А. И. В одном из своих первых интервью Новиков вспоминает: «Тогда ещё не понимал куда вообще попал, но со временем полюбил этот вид спорта. Этот спорт хорошо подходит для мальчиков потому, что тут воспитывается характер, дисциплина и терпение, обретается сила, находятся друзья».
В начале спортивного пути у молодого борца не удавалось получать победы даже на уровне своей возрастной группы.

### Начало серьёзной спортивной карьеры 2016—2018 года
В 2016 году состоялся IV Всеукраинский турнир. На этом состязании молодой спортсмен участвовал в категории до 84 кг. В начальном туре Новиков серьёзно заявил о себе, победив действующего чемпиона Украины среди юниоров Степана Шелемеха. В финале харьковчанин взял верх над чемпионом среди кадетов Дмитрием Кияшеком и попал в сборную Украины.
В 2017 году уроженец Харькова отлично выступил на чемпионате Украины среди юниоров и стал победителем. Такой результат позволил ему закрепиться в составе сборной. Но на чемпионат мира в этом году ему попасть не удалось.
Место в команде в весовой категории до 84 кг на мировой турнир версии U-23 оспаривалось между Новиковым и одесситом Русланом Магомедовым. На тот момент Семену было 19 лет и по схваткам на сборе право представлять Украину отдали более зрелому Руслану, который занял на этом состязании пятое место.
Удача вернулась к борцу уже на следующий 2018 год. На этом соревновании в Бухаресте Украину представлял Новиков. Семен привез из Румынии золото чемпионата мира в категории U-23 в возрасте всего 20-ти лет. Он участвовал в весовой категории до 87 кг. Первым успехом турнира стало спортивное превосходство над борцом из Египта, вторым — победа над представителем Хорватии. В полуфинале харьковчанин убедительно одолел действующего на тот момент чемпиона Европы U-23 Ислама Аббасова из Азербайджана. Счет поединка составил 8:5. В финале украинец справился с кубинцем Даниэлем Хечаваррия, после чего получил золотую медаль в Чемпионате мира 2018 года.

### 2019 год
В этом году Новиков читался полноценным участником украинской сборной, однако все ещё выступал в категории юниоров возрастом до 23 лет. На чемпионате Европы 2019 года Семен занял лишь девятое место. Как позже он сам признался, слава прошлого поединка ослабила его и он слишком расслабился. На Чемпионате мира 2019 года в Венгрии Новиков занял первое место, получив золото во второй раз. В финале украинский спортсмен победил Гурами Хецуриани из Грузии со счетом 6:1. Таким образом, Новиков стал двукратным чемпионом мира U-23.
На чемпионате Украины в этом году харьковчанин уступил первенство Жану Беленюку с результатом 3:1.

### 2020 год
2020-й год стал насыщенным в карьере молодого борца. Так в Белграде в Сербии в рамках Кубка мира по спортивной борьбе в греко-римском стиле почетное третье место занял Новиков. Он участвовал в категории до 87 кг и привез домой бронзу.
В 1/8 финала украинец победил Шимона Шимоновича из Польши со счетом 9:0. Следующий раунд состоялся с Давидом Чакветадзе из РФ и закончился поединок с результатом 2:5 в пользу противника. В утешительной схватке харьковчанин все же сумел одержать верх и побороть Йоана Димитрова из Болгарии с итогами 9:1. Финал проходил не менее напряженно. В нём участвовал спортсмен из Ирана Хоссейн Ахмад Нури, которого одолел Новиков со счетом 12:4.
После непростого турнира состоялся настоящий прорыв. На состязаниях в Европе украинец одержал золотую победу. Чемпионат проходил в Риме и начался с досрочного лидерства 9:0 над испанцем Гарсией Фреснедой. В четверти финала представитель Украины сразился с двукратным чемпионом мира Метехан Башаром из Турции получив 7:2, а в полуфинале — с Александром Комаровым из РФ. Последний раунд был очень захватывающим, так как Семен уступал по баллам 1:3, но уже на последних секундах смог провернуть прием, получив очки. Так бой закончился с результатом 5:3.
В финале харьковчанин встретился с бронзовым призёром ЧЕ 2017 и Европейских игр 2019 Виктором Лёринцем из Венгрии. Поединок завершился с балансом 7:1 в пользу Новикова. Так Семен стал чемпионом Европы впервые за всю спортивную деятельность. В этом же году его признали лучшим спортсменом Украины 2020 по версии XSPORT.

### 2021 год
2021 год начался у молодого спортсмена насыщенно, так как он принял участие в Международном Киевском Турнире. В это состязании боролись в греко-римском и вольном стиле участники из 35 стран. В первом типе соревнований единственным победителем стал Новиков, который находился в категории до 87 кг.
Харьковчанин столкнулся с представителем Грузии, поборов его досрочно, а также двумя борцами из Болгарии. В финале Семён сразился с чемпионом мира Лаша Гобадзе, но тот проиграл ему с результатом 5:0. Первый раунд был не очень успешен, но украинец получил балл активности, а уже во втором туре он провернул сложный прием, за который был удостоен 4 очков. С таким счетом Новиков получил золото и подтвердил свою позицию лидера.
Такой прогресс в карьере спортсмена повлиял и на общее состояние дел в области греко-римской борьбы. Так, участие в Олимпиаде в Токио двукратного чемпиона мира Жана Беленюка, который по совместительству является депутатом Верховной Рады, поставлено под вопрос.
23-летний харьковчанин заменил в сборной Украины Беленюка, который решил пропустить европейское первенство в Риме. Такой возможностью Семен воспользовался сполна, так как одержал победу и привез домой золото. Это продемонстрировало его как сильного соперника и достойную замену Жану. Но последний в свою очередь заявляет, что хоть они с тренером и дали шанс Новикову на участие в Европе, лицензия на Олимпийские игры остается при них.
Семен высказался по этому поводу и заявил, что был готов определить первенство в очной схватке, однако такой возможности им так и не предоставили.

### 2023 и 2024 год
Семен пропустил конец 2021 года и практически весь 2022 год из-за травмы и смены спортивного гражданства. В 2023 году он начал выступать за Болгарию. В этом же году Семен завоевал бронзовую медаль на чемпионате Европы, а затем занял третье место на чемпионате мира, что дало ему лицензию на участие в Олимпийских играх 2024 года в Париже. 
На Олимпийских играх Семен завоевал золотую медаль. В 1/8 финала он победил спортсмена из Дании Турпал-Али Бисултанова со счётом 5-1, в четвертьфинале одолел представителя Грузии Лашу Гобадзе со счётом 8-3. В полуфинале Семен взял реванш у венгерского борца Давида Лосонци за поражение на чемпионате Европы, победив его 3-1, что позволило выйти в финал. В финальной схватке Семен уверенно победил иранца Алирезу Мохмадипиани со счётом 7-0, завоевав золото на Олимпийских играх в Париже.
В апреле 2025 года на чемпионате Европы в Братиславе в весовой категории до 87 кг завоевал серебряную медаль. В финальной схватке уступил сопернику из Венгрии Давиду Лошонци.

## Спортивные результаты

### Чемпионаты Европы
| Соревнование                    | Сборная | Весовая категория              | Место  |
| ------------------------------- | ------- | ------------------------------ | ------ |
| Чемпионат Европы по борьбе 2020 | Украина | греко-римская борьба, до 87 кг | Золото |

### Кубки мира
| Соревнование                             | Сборная | Весовая категория              | Место  |
| ---------------------------------------- | ------- | ------------------------------ | ------ |
| Индивидуальный кубок мира по борьбе 2020 | Украина | греко-римская борьба, до 87 кг | Бронза |

### Турниры U-23
| Соревнование                                   | Сборная | Весовая категория              | Место  |
| ---------------------------------------------- | ------- | ------------------------------ | ------ |
| Чемпионат мира по борьбе среди юниоров 2016    | Украина | греко-римская борьба, до 84 кг | 9      |
| Чемпионат Европы по борьбе среди юниоров 2017  | Украина | греко-римская борьба, до 84 кг | 9      |
| Чемпионат Европы по борьбе среди молодежи 2018 | Украина | греко-римская борьба, до 87 кг | 8      |
| Чемпионат мира по борьбе среди молодежи 2018   | Украина | греко-римская борьба, до 87 кг | Золото |
| Чемпионат Европы по борьбе среди молодежи 2019 | Украина | греко-римская борьба, до 87 кг | 9      |
| Чемпионат мира по борьбе среди молодежи 2019   | Украина | греко-римская борьба, до 87 кг | Золото |

### Другие соревнования
| Соревнование                                   | Сборная | Весовая категория              | Место   |
| ---------------------------------------------- | ------- | ------------------------------ | ------- |
| Кубок Хапаранди по борьбе 2017                 | Украина | греко-римская борьба, до 85 кг | Серебро |
| Кубок Арво Хаависто 2017                       | Украина | греко-римская борьба, до 85 кг | Бронза  |
| Киевский Международный турнир по борьбе 2018   | Украина | греко-римская борьба, до 87 кг | 5       |
| Мемориал Иона Корнеану и Ладислава Симона 2019 | Украина | греко-римская борьба, до 87 кг | 4       |
| Киевский Международный турнир по борьбе 2019   | Украина | греко-римская борьба, до 87 кг | Золото  |
| Мемориал Матео Пеликоне 2020                   | Украина | греко-римская борьба, до 97 кг | 5       |
| Киевский Международный турнир по борьбе 2021   | Украина | греко-римская борьба, до 87 кг | Золото  |